# Phlyctaenia incertalis
Phlyctaenia incertalis là một loài bướm đêm trong họ Crambidae.